# Jean Mansir
Jean Mansir, né le 28 février 1929 à Paris et mort le 27 juillet 2024 à Saint-Germain-sur-l'Arbresle (Rhône), est un dominicain français, professeur de théologie, membre de l'équipe du « Jour du Seigneur » et écrivain catholique.

## Biographie
Jean Mansir est né le 28 février 1929 dans le 15e arrondissement de Paris dans une famille anticléricale. Il commence des études de pharmacien, mais finit par entrer en 1959, à l'âge de 30 ans, dans l'Ordre Dominicain.
Il est ordonné en 1965 dans l'Ordre Dominicain. Le Frère Jean Mansir exerce des responsabilités paroissiales et au Service Communication dans le diocèse d’Évry en région parisienne, puis au couvent de La Tourette.
Il est parallèlement professeur de théologie au Studium Notre-Dame et l'un des visages du Jour du Seigneur à la télévision. Il est membre de l’équipe du « Jour du Seigneur » au côté de Pierre Abeberry, responsable des programmes durant quinze années, avant de rejoindre la petite communauté d’Étiolles, près d’Évry. Là, il travaille sur le diocèse en étroite collaboration avec l’évêque Guy Herbulot, jusqu’à la fermeture de la maison d’Étiolles.
En 1998, il devient directeur de la revue Info 91.
À la suite de cette expérience, il vit ensuite onze années (de 2002 à 2013) dans la petite communauté de l’Abbaye de Boscodon, dans les Hautes-Alpes, non loin d'Embrun. Cette petite communauté dominicaine, trois frères et deux moniales auxquels s'est ajouté un moine cistercien, ouverte sur le monde, accueille jusqu'à 60 000 visiteurs tous les étés.
Cette communauté se nomme la Communauté Saint-Dominique. Elle est reconnue par l’évêque de Gap et est aidée par un « conseil de tutelle » comprenant les supérieurs respectifs des frères. Ses membres participent, à l’occasion, aux activités pastorales du diocèse. Ils sont membres de l’Association A.A.A.B. ; à ce titre, ils assurent le gardiennage de l’abbaye et participent à l’animation cultuelle du lieu.
Il quitte cette communauté et rejoint de nouveau le couvent de La Tourette en octobre 2013.
Il meurt le 27 juillet 2024 à Saint-Germain-sur-l'Arbresle (Rhône) à l'âge de 95 ans,.

## Œuvres
- Au souffle de la parole, Médiaspaul, 1998
- À la croisée des chemins, Médiaspaul, 1999
- Au souffle de la parole, Médiaspaul, 2000
- Un voyage dans le temps et l'espace avec l'abbatiale de Boscodon, Abbaye de Boscodon, 2003
- Le souffle du silence, Abbaye de Boscodon, 2003
- Un chemin vers l'invisible, Abbaye de Boscodon, 2003
- Tu traverseras la lumière, Abbaye de Boscodon, 2003
- Naître de l'esprit, Les Éditions du Cerf, 2007
- Les pierres apprivoisées, Abbaye de Boscodon, 2007
- Dieu et l'homme dans l'abbatiale de Boscodon, Abbaye de Boscodon, 2008
- Dieu quel Dieu ?, Les Éditions du Cerf, 2009
- Car il vient, le prince de ce monde, Éditions Édilivre Aparis, 2009
- Une lumière sur ma route, Les Éditions du Cerf, 2011
- L'Évangile en marche, Les Éditions du Cerf, 2011
- L'Évangile et la religion, Les Éditions du Cerf, 2011
- Je suis, Les Éditions du Cerf, 2013[11].